# Luis Ventura
Luis Antonio Ventura (São Paulo, Brasil; 14 de enero de 1956) es un periodista, comunicador y director técnico de fútbol argentino-brasileño. Actualmente se desempeña como presidente de la APTRA y es mánager de Victoriano Arenas de la Primera C. 
Fue panelista en el programa de televisión Intrusos en el espectáculo hasta junio de 2014, junto a Jorge Rial. Con él creó la Revista Paparazzi, editada desde 2002 y fue desafectado en 2015. Es además director de "El informante show", sitio web de noticias del espectáculo.

## Biografía
A la edad de 19 años Luis comenzó a estudiar Ingeniería Electrónica en la Universidad Tecnológica Nacional pero abandonó a los cinco años para estudiar periodismo.

## Carrera

### Ámbito futbolístico
En la década de los 70 jugó en las divisiones inferiores de Lanús, fue solicitado por el Club The Strongest al que rechazó, terminó jugando en Victoriano Arenas, en ese tiempo también fue tentado por Boca Juniors y ya con una avanzada carrera de periodismo decidió retirarse del fútbol profesional.

### Ámbito televisivo
En 1999, se empezó a desempeñar como panelista del programa Telepasillo, conducido por Guillermo Andino, donde permaneció hasta el 2000. Entre 2001 y 2014, fue panelista del programa Intrusos en el espectáculo, con la conducción de Jorge Rial. Cuando Rial no estaba, Ventura se desempeñaba como presentador. En 2002 se realizó una edición dominical de Intrusos sin Rial llamada "La Selección" junto a Viviana Canosa, Marcela Coronel y Sergio Company. Durante ese mismo año y en 2003 cocondujo junto a Marcela Coronel Secretos verdaderos por América TV. 
En 2003, condujo un programa de radio junto a Jorge Rial y Marcela Tauro. En 2004 en el horario del mediodía en lugar de Intrusos se emitió Los intocables del espectáculo, con la conducción de Horacio Cabak y Beto Casella. Con casi el mismo panel de periodistas que la temporada anterior de Intrusos, también en ese mismo año hizo Intrusos en la noche, y condujo el ciclo radial "La Tapa" por la desaparecida Radio América junto a Cristina Clement, Daniel Gómez Rinaldi y Estela Montes. 
En 2008, Luis Ventura llegó a Radio La Red con el magazín dominical Venturísimo y realizó un cameo en la serie Todos contra Juan. En 2009 hizo un cameo en la novela Botineras. En 2009, en Monte Carlo TV de Uruguay, participó en La City, junto a Rafa Juli.
En 2010, junto a Jorge Rial, condujo Ciudad Goti-k. El 14 de junio de ese mismo año, Luis Ventura fue convocado para reemplazar a Ricardo Fort en el jurado de Bailando por un Sueño 2010. Trabajó en el programa Animales Sueltos junto a Alejandro Fantino. 
Desde junio hasta octubre de 2014 y fue conductor de Ventura en A24 en América24. De 2002 a 2018 fue jefe de redacción de la Revista Paparazzi. Desde 2019 participa en los programas Polémica en el bar y A la tarde (anteriormente, Fantino a la tarde). Entre 2018 y 2019 cocondujo el programa radial Iluminados con Adriana Salgueiro, transmitido por Radio Rivadavia.

## Carrera deportiva

### Inicios
En el año 2008 debutó como entrenador en Club El Porvenir, a lo largo de su carrera también dirigió el Club Atlético Claypole.

### El Porvenir
En octubre de 2008 asume como entrenador del club, que se encontraba militando en Primera C, e hizo su debut ante Villa Dalmine por la fecha 14. En aquella temporada de 2008-09, finalizó lejos de la clasificación al Torneo Reducido, habiendo empatado en la mayoría de los encuentros. En la temporada 2009-10, tuvo un mejor rendimiento, clasificando al Torneo Reducido, donde quedó rápidamente eliminado ante Sacachispas por ventaja deportiva.
Inició la temporada 2012-13 complicado en los promedios, luego de los pobres resultados en las dos temporadas anteriores. Sin embargo, el equipo que transitó el torneo con un moderado pero mejor rendimiento, logró una remontada en las últimas fechas, llegando a la última fecha con 5 triunfos al hilo, pero los buenos resultados no eran suficientes para salir de la zona de descenso.
El 4 de julio, el equipo enfrentó a Sacachispas por la última fecha y, obligado a ganar y a esperar que San Miguel y Lujan no ganaran, lograron vencer por 4 a 0, pero sus rivales por el descenso lograron ganar también y El Porvenir fue condenado al descenso. El partido tuvo un clima tenso, en donde la afición local lo llevó a suspenderse momentáneamente por los incidentes. Por su parte, Ventura renunció a su cargo y fue hospitalizado por un pico de presión.

### Claypole
En agosto de 2014 asumió como entrenador del equipo de Primera D, con el que afrontó el torneo transición de 2014. Tras finalizar penúltimo en la Zona A, Ventura puso fin a su ciclo en el club.

### Victoriano Arenas
Arribo al club Club Atlético Victoriano Arenas en el año 2015, donde consiguió su primer título como entrenador, Primera D, en el año 2018.
En 2023 renunció al club tras acusaciones de que habían jugadores de su plantel estaban involucrados en apuestas deportivas, se lo acusó a él mismo de estar involucrado, situación que negó.También comentó que le ofrecieron perder partidos ocho veces, en ninguna lo hizo.
En febrero de 2024, Ventura, renovó el contrato nuevamente con Victoriano Arenas.

### Estadísticas como entrenador
| Equipo                      | Div.                  | Torneo                 | Estadísticas | Estadísticas | Estadísticas | Estadísticas | Estadísticas | Estadísticas | Estadísticas | Estadísticas |
| Equipo                      | Div.                  | Torneo                 | PJ           | G            | E            | P            | GF           | GC           | DG           | Efectividad% |
| --------------------------- | --------------------- | ---------------------- | ------------ | ------------ | ------------ | ------------ | ------------ | ------------ | ------------ | ------------ |
| El Porvenir Argentina       | 4.ª                   | Primera C 2008-09      | 25           | 5            | 13           | 7            | 21           | 28           | -7           | 37,33%       |
| El Porvenir Argentina       | 4.ª                   | Primera C 2009-10      | 39           | 13           | 15           | 11           | 39           | 43           | -4           | 46,15%       |
| El Porvenir Argentina       | 4.ª                   | Primera C 2010/11      | 38           | 8            | 13           | 17           | 35           | 56           | -21          | 32,46%       |
| El Porvenir Argentina       | 4.ª                   | Primera C 2011/12      | 38           | 9            | 15           | 14           | 40           | 44           | -4           | 36,84%       |
| El Porvenir Argentina       | 4.ª                   | Copa Argentina 2011-12 | 3            | 1            | 1            | 1            | 1            | 2            | -1           | 44%          |
| El Porvenir Argentina       | 4.ª                   | Primera C 2012-13      | 38           | 14           | 12           | 12           | 41           | 33           | +8           | 47,37%       |
| El Porvenir Argentina       | 4.ª                   | Copa Argentina 2012-13 | 3            | 1            | 2            | 0            | 4            | 2            | +2           | 55%          |
| Total                       | Total                 | Total                  | 184          | 51           | 71           | 62           | 181          | 208          | -27          | 40,57%       |
| Claypole Argentina          | 5.ª                   | Primera D 2014         | 16           | 3            | 4            | 7            | 9            | 18           | -9           | 27,08%       |
| Total                       | Total                 | Total                  | 16           | 3            | 4            | 7            | 9            | 18           | -9           | 27,08%       |
| Victoriano Arenas Argentina | 5.ª                   | Primera D 2015         | 20           | 1            | 7            | 12           | 12           | 25           | -13          | 16,67%       |
| Victoriano Arenas Argentina | 5.ª                   | Primera D 2016         | 14           | 7            | 1            | 6            | 15           | 13           | +2           | 52,38%       |
| Victoriano Arenas Argentina | 5.ª                   | Primera D 2016-17      | 32           | 13           | 12           | 7            | 37           | 28           | +9           | 53,12%       |
| Victoriano Arenas Argentina | 5.ª                   | Primera D 2017-18      | 30           | 18           | 5            | 7            | 54           | 31           | +23          | 65%          |
| Victoriano Arenas Argentina | 5.ª                   | Copa Argentina 2017-18 | 1            | 0            | 0            | 1            | 0            | 1            | -1           | 0%           |
| Victoriano Arenas Argentina | 4.ª                   | Primera C 2018-19      | 38           | 11           | 10           | 17           | 47           | 53           | -6           | 37,72%       |
| Victoriano Arenas Argentina | 4.ª                   | Primera C 2019-20      | 18           | 5            | 5            | 8            | 15           | 24           | -9           | 37,04%       |
| Victoriano Arenas Argentina | 4.ª                   | Primera C 2020         | 5            | 0            | 2            | 3            | 5            | 10           | -5           | 13%          |
| Victoriano Arenas Argentina | 4.ª                   | Primera C 2021         | 36           | 8            | 11           | 17           | 45           | 56           | -11          | 32,41%       |
| Victoriano Arenas Argentina | 4.ª                   | Primera C 2022         | 36           | 8            | 7            | 21           | 28           | 54           | -26          | 28,70%       |
| Victoriano Arenas Argentina | 4.ª                   | Primera C 2023         | 32           | 5            | 9            | 18           | 22           | 48           | -26          | 25%          |
| Victoriano Arenas Argentina | 4.ª                   | Primera C 2024         | 47           | 13           | 19           | 15           | 41           | 47           | -6           | 41,13%       |
| Total                       | Total                 | Total                  | 309          | 89           | 88           | 132          | 321          | 390          | -69          | 38,25%       |
| Total como entrenador       | Total como entrenador | Total como entrenador  | 509          | 143          | 163          | 201          | 511          | 616          | -105         | 38,74%       |

Actualizado el 29 de noviembre de 2024

## Palmarés

#### Campeonatos nacionales
| Título    | Club              | Año  |
| --------- | ----------------- | ---- |
| Primera D | Victoriano Arenas | 2018 |

## Televisión
| Año                      | Programa                         | Rol                    | Canal      |
| ------------------------ | -------------------------------- | ---------------------- | ---------- |
| 1999-2000                | Telepasillo                      | Panelista              | El Trece   |
| 2001-2003, 2005-2014     | Intrusos en el espectáculo       | Panelista/Conductor    | América TV |
| 2022, 2025               | Intrusos en el espectáculo       | Conductor de reemplazo | América TV |
| 2002                     | La selección                     |                        | América TV |
| 2002-2003, 2013-presente | Secretos Verdaderos              | Conductor              | América TV |
| 2004                     | Los intocables en el espectáculo | Panelista              | América TV |
| 2004                     | Intrusos en la noche             | Panelista              | América TV |
| 2010-2012                | Animales sueltos                 | Panelista              | América TV |
| 2016-2020                | Infama                           | Panelista              | América TV |
| 2016                     | América noticias                 | Panelista              | América TV |
| 2018                     | Involucrados                     | Panelista              | América TV |
| 2019-2020                | Polémica en el bar               | Panelista              | América TV |
| 2020-2021                | Fantino a la tarde               | Panelista              | América TV |
| 2021-presente            | A la tarde                       | Panelista              | América TV |
| 2023                     | Invasores de la TV               | Conductor              | América TV |

## Teatro
- 2009 - What Pass Carlos Paz? - Junto a Moria Casán, Nazarena Vélez, Marcela Feudale, Juan Acosta, Belén Francese, Turco Naím, Mauricio Jortack, Claudia Ciardone y Fernanda Vives, en el Teatro Coral de Villa Carlos Paz, Córdoba.
- 2013 - Estamos en el horno, junto a Pablo Layús, Johanna Villafañe y Mudo Esperanza, en el Teatro Holiday de Villa Carlos Paz, Córdoba.
- 2013 - Panam y Circo, junto a Laura "Panam" Franco, Bicho Gómez, Edith Hermida y Rey Ben, en el Teatro Astros.

## Radio
| Año       | Título     | Rol       | Radio           |
| --------- | ---------- | --------- | --------------- |
| 2018-2019 | Iluminados | Conductor | Radio Rivadavia |

## Libros
- 2012 - Toda la verdad y nada más que la verdad. ISBN 978-950-49-3063-1
- 2013 - Ahora, todo. ISBN 978-950-49-3730-2

## Vida privada
Casado con Estela Maris Muñoz, sus hijos son Facundo, Nahuel y Antonio Luis. Sus dos hijos mayores, que los tuvo con Estela, son jugadores de fútbol de las divisiones inferiores de El Porvenir, club del cual fue director técnico. Su último hijo lo tuvo con la vedette Fabiana Liuzzi. A comienzos de junio de 2014 él reconoció en televisión, luego de haberlo negado en varias ocasiones, su paternidad. Lo hizo durante el programa Intrusos, en donde afirmó que él propuso abortar.